# Kuranów
Kuranów – wieś w Polsce położona w województwie mazowieckim, w powiecie żyrardowskim, w gminie Radziejowice. Ma status sołectwa. 
Do 31 grudnia 1961 w granicach Mszczonowa.
W latach 1975–1998 miejscowość administracyjnie należała do województwa skierniewickiego.